# Governatorati dell'Egitto

Governatorati dell'Egitto

I governatorati dell'Egitto (in arabo: muhafaza) sono la suddivisione amministrativa di primo livello del Paese e sono pari a 27. I confini territoriali sono stati rivisti nel 2011, quando sono stati aboliti, tra l'altro, il governatorato di Helwan e il governatorato del 6 Ottobre.

## Profili istituzionali
L'organizzazione territoriale in governatorati sostituisce la precedente basata sulle province (mudiriya). La maggior parte dei governatorati hanno una densità di popolazione di oltre un migliaio di abitanti per km², mentre i tre governatorati più grandi hanno una densità di popolazione inferiore a 2 abitanti per km².
I governatorati sono il primo livello dei cinque livelli previsti dalla organizzazione dello stato egiziano. Un governatorato può essere definito urbano, o misto urbano e rurale. Questa distinzione si riflette nei livelli più bassi: i governatorati urbani non hanno regioni (markaz) al loro interno, in quanto il markaz è sostanzialmente un insieme di villaggi. Inoltre un governatorato può comprendere una sola città, come nel caso del Cairo o di Alessandria. In questo caso si ha una suddivisione in distretti, che rappresentano dei quartieri urbani. Ad esempio Il Cairo è costituito da 23 distretti; Alessandria da 6.
Il governatorato è amministrato da un governatore (muhāfiz) e da un Consiglio esecutivo nominati dal presidente della repubblica.
I governatorati sono il ramo esecutivo del governo: hanno la responsabilità dello sviluppo locale, controllano i fondi forniti dal governo centrale, gestiscono i piani di sviluppo quinquennali ed anche alcuni fondi di sviluppo locale. Nei governatorati risiede il secondo livello di tribunali per l'amministrazione giudiziaria, costituito dalle corti d'appello.

## Lista
| Localizzazione | Bandiera | Nome                           | Nome arabo    | Capoluogo            | Popolazione | Superficie (km²) |
| -------------- | -------- | ------------------------------ | ------------- | -------------------- | ----------- | ---------------- |
|                |          | Alessandria al-Iskandariyya    | الإسكندري     | Alessandria d'Egitto | 4 812 186   | 2 300            |
|                |          | Assuan Aswān                   | أسوان         | Assuan               | 1 431 488   | 62 726           |
|                |          | Asyut Asyūţ                    | أسيوط         | Asyūṭ                | 4 245 215   | 25 926           |
|                |          | Buhayra al-Buhayra             | البحيرة       | Damanhur             | 5 804 262   | 9 826            |
|                |          | Beni Suef Banī Suwayf          | بني سويف      | Beni Suef            | 2 856 812   | 10 954           |
|                |          | Il Cairo al-Qāhira             | القاهرة       | Il Cairo             | 9 278 441   | 3 085            |
|                |          | Daqahliyya al-Daqahliyya       | الدقهلية      | Mansura              | 5 949 001   | 3 538            |
|                |          | Damietta Dumyāţ                | دمياط         | Damietta             | 1 330 843   | 910              |
|                |          | al-Fayyum al-Fayyūm            | الفيوم        | al-Fayyum            | 3 170 150   | 6 068            |
|                |          | Gharbiyya al-Gharbiyya         | الغربية       | Tanta                | 4 751 865   | 1 942            |
|                |          | Giza al-Jīza                   | الجيزة        | Giza                 | 7 585 115   | 13 184           |
|                |          | Ismailia al-Ismāʿīliyya        | الإسماعيل     | Ismailia             | 1 178 641   | 5 067            |
|                |          | Kafr el-Sheikh Kafr al-Shaykh  | كفر الشيخ     | Kafr el-Sheikh       | 3 172 753   | 3 467            |
|                |          | Luxor al-Uqsur                 | الأﻗﺴﻮﺭ       | Luxor                | 1 147 058   | 2 410            |
|                |          | Matruh Matrūḥ                  | مطروح         | Marsa Matruh         | 447 846     | 166 563          |
|                |          | Minya al-Minyā                 | المنيا        | Minya                | 5 156 702   | 32 279           |
|                |          | al-Manufiyya al-Manūfiyya      | المنوفية      | Shibin El Kom        | 3 941 293   | 2 499            |
|                |          | Wadi al-Jadid al-Wādī al-Jadīd | الوادي الجديد | Kharga               | 225 416     | 440 098          |
|                |          | Sinai del Nord Shamāl Sīnā'    | شمال سيناء    | al-Arish             | 434 781     | 28 992           |
|                |          | Porto Said Būr Saʿīd           | پورسعيد       | Porto Said           | 666 599     | 1 345            |
|                |          | al-Qalyūbiyya                  | القليوبية     | Banha                | 5 105 972   | 1 124            |
|                |          | Qena Qenā                      | قنا           | Qena                 | 3 045 504   | 10 798           |
|                |          | Mar Rosso al-Bahr al-Ahmar     | البحر الأحم   | Hurghada             | 345 775     | 119 099          |
|                |          | Sharqiyya al-Sharqiyya         | الشرقية       | Zagazig              | 6 485 412   | 4 911            |
|                |          | Sohag Sawhāj                   | سوهاج         | Sohag                | 4 603 861   | 11 022           |
|                |          | Sinai del Sud Janūb Sīnā'      | جنوب سيناء    | El-Tor               | 167 426     | 31 272           |
|                |          | Suez al-Suways                 | السويس        | Suez                 | 622 859     | 9 002            |